# Zambeziglasögonfågel
Zambeziglasögonfågel (Zosterops anderssoni) är en nyligen urskild fågelart i familjen glasögonfåglar inom ordningen tättingar.

## Utseende och läte
Zambeziglasögonfågel är en liten och spetsnäbbad tätting: Undersidan är gul, ovansidan olivgul. Runt ögonen syns en tydlig vit ring. Den varierar något geografiskt, med höglänta bestånd generellt mörkare och med bredare ögonring och de i låglänta savannområden ljusarew med smalare ögonring. Vanligaste lätet är ett ljust stigande skaller. Sången består av en dämpat och pratig serie. 

## Utbredning och systematik
Zambeziglasögonfågel förekommer i södra Afrika och delas in i tre underarter med följande utbredning:
- Zosterops anderssoni anderssoni – östra och södra Angola samt norra Namibia till sydvästra Tanzania, västra Moçambique och norra Sydafrika
- Zosterops anderssoni tongensis – sydöstra Zimbabwe, södra Moçambique och nordöstra Sydafrika
- Zosterops anderssoni stierlingi – östra och södra Tanzania, östra Zambia, Malawi och norra Moçambique

Den behandlades tidigare som en del av afrikansk glasögonfågel (Zosterops senegalensis). DNA-studier visar dock att den utgör en distinkt utvecklingslinje som inte står närmast senegalensis i begränsad mening.

## Levnadssätt
Zambeziglasögonfågel hittas i skog, savann. buskmarker, trädgårdar, fuktigt skogslandskap och plantage. Den ses vanligen i mycket aktiva flockar som kan innehålla många individer, ofta tillsammans med andra små fågelarter.

## Status
Internationella naturvårdsunionen IUCN har ännu inte bedömt dess hotstatus.